# Ernst Helbig

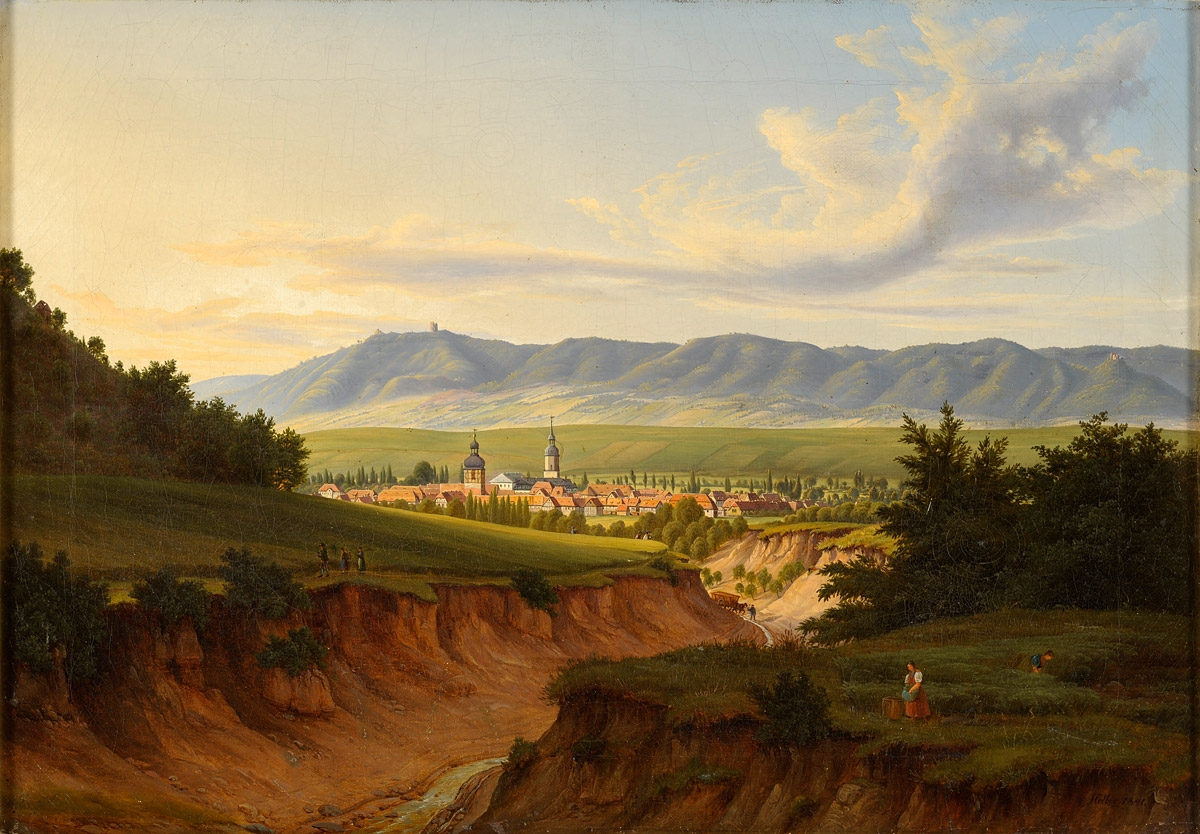
Blick auf Roßla und den Kyffhäuser

Ernst Helbig (* 10. Februar 1802 in Stolberg (Harz); † 26. Juli 1866 in Mansfeld) war ein Maler der Romantik und speziell der Landschaft des Harzes.

## Biografie
Ernst Helbig war das fünfte Kind des Hofgärtners Johann Friedrich Helbig (1765–1814) und seiner Frau Johanne Maria Christiane. Nach der Schulzeit erlernte Helbig von ca. 1816 bis 1819 in Rottleberode den Beruf eines Kunstgärtners. Vermutlich um 1823/24 begann er in Dresden – zunächst als Autodidakt – seine künstlerische Ausbildung. Aufgrund einer Empfehlung des Dozentens Carl August Richter, dem Vater von Ludwig Richter, studierte Ernst Helbig seit Januar 1825 an der Kunstakademie Dresden. Neben der Akademie besuchte er auch noch das Atelier des Landschaftsmalers Johann C. Dahl. Hier gehörte Helbig gemeinsam mit seinem Kommilitonen Christian Friedrich Gille zu den ersten Schülern Dahls, die nicht aus Sachsen stammten. In Dresden lernte er auch Georg Heinrich Crola kennen. 1830 kehrte Helbig in den Harz zurück, und zwar nach Halberstadt. In der Zeit bis 1834 entstehen Gemälde und Lithographien der Orte Halberstadt, Ilsenburg, Wernigerode und Quedlinburg sowie deren jeweilige Umgebung. Auch ein Ölgemälde vom Ilsestein entstand in dieser Zeit. Mitte 1843 zog Helbig nach Nöschenrode bei Wernigerode, wo er bis 1861 wohnte.
1845 lernte Ernst Helbig den Dichter und Erzähler Friedrich von Suckow kennen, der dem Maler in dessen permanenter wirtschaftlicher Not durch Aufträge und direkte Geldzuwendungen behilflich gewesen war. Ebenso leistete sich Graf Henrich zu Stolberg-Wernigerode ein intensives, langjähriges Mäzenatentum.
1861 endete das künstlerische Schaffen von Ernst Helbig. Seine letzten Lebensjahre verbrachte er in einem Heim des Johanniterordens in Mansfeld. Sein Werk aus der Zeit von 1828 bis 1861 umfasst zirka hundert Gemälde, deren Standorte sind jedoch nur zur Hälfte bekannt.

## Öffentliche Widmungen
- Eine Fußgängerbrücke im vorderen Ilsetal, ganz in der Nähe des Zanthierplatzes, nicht weit von Ilsenburg, ist nach Ernst Helbig benannt.
- In seinem ehemaligen Wohnort Nöschenrode trägt eine Brücke über den Zillierbach seinen Namen.

## Ausstellung
- 2002: Einzelausstellung im Schloss Wernigerode zum 200. Geburtstag des Künstlers.